# Shogun
Shogun (яп. 将軍, Shōgun) прослухатиⓘ — четвертий студійний альбом американського гурту Trivium. Альбом був випущений по всьому світу в різні дати між 23 вересня 2008 року і 1 жовтня 2008 року на лейблі Roadrunner Records. Це останній реліз гурту, в якому брав участь оригінальний барабанщик Тревіс Сміт. Гурт працював над альбомом з продюсером Ніком Раскулінечем, починаючи з жовтня 2007 року. Тоді вони заявили, що більше не працюватимуть з Джейсоном Сьюкофом, оскільки учасники вирішили займатися пошуком нових творчих ідей.

## Передумови
В інтерв'ю Metal Injection, Метт Гіфі заявив:
| Ліві лапки | Ми почали писати пісні і записувати їх на демо. Якість демо настільки хороша, що воно звучить як справжній якісний альбом, що дуже круто, і це дає нам дійсно хорошу основу для порівняння і виправлення помилок, так що ми переглядали і поверталися назад і змінювали все підряд. Ми робимо ще один набір демо-записів. Думаю, у нас, ймовірно, буде 30 пісень на вибір, і ми працюємо з Ніком Раскулінечем (який продюсував Foo Fighters, Rush, Velvet Revolver, Shadows Fall і Stone Sour). | Праві лапки |

В інтерв'ю Revolver Корі Больє сказав:
| Ліві лапки | Ми хочемо вловити найкращі інгредієнти всього, що ми коли-небудь робили. У кожній пісні є всього потроху, переходи від чогось важкого до мелодійного, а потім знову до чогось важкого. Таким чином, вийшов дійсно цікавий баланс. На "The Crusade" Метт майже не використовував фрай-скримінг, тому цього разу ми повернули цю техніку екстремального вокалу, яка використовувалася у альбомі "Ascendancy" | Праві лапки |

## Склад

### Впливи, стиль і тематика
Ми обрали це слово тому, що коли ви думаєте про сьоґуна, це слово викликає всі яскраві образи та розповіді, особливо коли ви заглядаєте у визначення. Це найвищий за рангом військовий генерал в Японії. Ми дуже вподобали цю назву та відчули, що це справді вдала назва для альбому.— Метт Гіфі, About.com
Shogun значною мірою демонструє продовження діяльності гурту у стилі треш-метал, металкор, і прогресив-метал, останній з яких проявляється у технічному інструментальному супроводі і більшій тривалості пісень. У альбомі присутній фрай-скримінг Метта Гіфі, якого майже не було у The Crusade. Альбом також став першим альбомом гурту, спродюсованим Ніком Раскулінечем. В інтерв'ю для About.com Гіфі описав музичний напрямок альбому як поєднання різних аспектів, включаючи: «минуле, сьогодення і майбутнє Trivium, все на одному CD», і це «наступний еволюційний крок». Коли його запитали про зміну стилю співу, він відповів «Це те, що сталося само собою». На Shogun використовуються 7-струнні гітари і 5-струнні бас-гітари, які раніше не використовувалися на The Crusade.
Група не хотіла робити альбом, де всі пісні мали б однаковий стиль виконання, як у The Crusade, і вирішила просто дозволити своїй музиці розвиватися природно і неупереджено. На відміну від The Crusade, деякі пісні якого були присвячені відомим і суперечливим вбивствам/злочинам, на цьому альбомі є кілька пісень, які стосуються стародавніх японських військових звичаїв і кілька — грецької міфології, деякі з них слугують метафорами, які слухач може інтерпретувати самостійно. Into the Mouth of Hell We March та Torn Between Scylla and Charybdis детально описують історію Одіссея, який обирає, кому протистояти — гігантському виру Харібди чи 6-головому монстру Скіллі. He Who Spawned the Furies розповідає про титана Кроноса, який пожирає своїх дітей і каструє свого батька Урана, створюючи Афродіту та Ериній (у римській міфології фурій). Of Prometheus and the Crucifix розповідає про щоденні муки Прометея і натякає на розп'яття Ісуса Христа, що слугує метафорою терпіння мук від громадськості за те, що він наважився внести щось нове в суспільство. Like Callisto to a Star in Heaven написана від імені німфи Каллісто, детально описуючи її зґвалтування та запліднення Зевсом, а також її перетворення на ведмедицю та сузір'я Велику Ведмедицю. Down from the Sky піднімає сучасну тему, засуджуючи тих, хто розпалює війни заради наживи чи релігії, і застерігаючи від ядерного винищення.
З тривалістю понад 11 хвилин, заголовний трек альбому є найдовшим з коли-небудь записаних Trivium.

## Передісторія та промо
16 червня 2008 року Trivium розмістили на своєму профілі на MySpace повідомлення з назвою «Інформація про новий альбом» із вбудованим відео з YouTube, з якого випливало, що альбом буде випущений 30 вересня 2008 року на лейблі Roadrunner. 31 липня перший трек з нового альбому, Kirisute Gomen, був доступним для безкоштовного цифрового завантаження на сайті Roadrunner Records лише протягом 24 годин. 8 серпня було оприлюднено обкладинку альбому. 12 серпня четвертий трек з нового альбому, Into the Mouth of Hell We March, став доступним для придбання на iTunes. 1 вересня третій трек і перший сингл з альбому Down from the Sky став доступним для придбання на iTunes, а також у магазинах. 2 вересня відеокліп на Down from the Sky був викладений (ексклюзивно) на MySpace. Пізніше, 17 вересня, група завантажила Throes of Perdition на свою сторінку на MySpace, а 23 вересня був доданий повний альбом.

## Оцінка критиків
Альбом отримав переважно позитивні відгуки, зокрема Чед Боуар з About.com високо оцінив прогрес гурту у написанні пісень, а також їхню музичну майстерність. Боуар закінчує свій огляд словами «Shogun не змусить замовкнути численні армії критиків Trivium, але я думаю, що більшості шанувальників сподобається жорсткий та масивний вокал разом із чудовими рифами і мелодіями, що запам'ятовуються». Едуардо Рівадавія з AllMusic назвав Shogun «найскладнішим і найамбітнішим (на той час) альбомом Trivium». Ед Томпсон з IGN написав, що з виходом свого четвертого повноформатного альбому «гурт зробив те, що беззаперечно необхідно було зробити.» Томпсон високо оцінив ідеї та стилістику гурту і вважає Shogun найкращим з перших чотирьох альбомів. Він також визначив Shogun як «найкращу роботу гурту на сьогоднішній день».

## Комерційні показники
З моменту релізу Shogun було продано понад 300 000 копій по всьому світу. У Сполучених Штатах за перший тиждень продажів альбом розійшовся тиражем 24 000 копій і дебютував на 23 місці в чарті Billboard 200, а також у топ-100 у 18 інших країнах, зокрема 6 місце в японських міжнародних чартах, 4 місце в канадських хард-рок чартах, 1 місце в британських рок-чартах і 4 місце в австралійських чартах. Станом на березень 2009 року, за даними Nielsen SoundScan, з моменту релізу наприкінці вересня у США було продано близько 70 000 копій альбому.

## Список пісень
Автор музики і слів Trivium, за винятком тих, де зазначено. 
| Shogun | Shogun                              | Shogun     |
| #      | Назва                               | Тривалість |
| ------ | ----------------------------------- | ---------- |
| 1.     | «Kirisute Gomen»                    | 6:28       |
| 2.     | «Torn Between Scylla and Charybdis» | 6:49       |
| 3.     | «Down from the Sky»                 | 5:35       |
| 4.     | «Into the Mouth of Hell We March»   | 5:52       |
| 5.     | «Throes of Perdition»               | 5:54       |
| 6.     | «Insurrection»                      | 4:57       |
| 7.     | «The Calamity»                      | 4:58       |
| 8.     | «He Who Spawned the Furies»         | 4:08       |
| 9.     | «Of Prometheus and the Crucifix»    | 4:40       |
| 10.    | «Like Callisto to a Star in Heaven» | 5:25       |
| 11.    | «Shogun»                            | 11:55      |
| 66:41  |                                     |            |

| Бонусні треки з спеціального видання | Бонусні треки з спеціального видання | Бонусні треки з спеціального видання |
| #                                    | Назва                                | Тривалість                           |
| ------------------------------------ | ------------------------------------ | ------------------------------------ |
| 12.                                  | «Poison, the Knife or the Noose»     | 4:14                                 |
| 13.                                  | «Upon the Shores»                    | 5:21                                 |
| 14.                                  | «Iron Maiden» (Iron Maiden cover)    | 3:44                                 |
| 79:18                                |                                      |                                      |

| Спеціальне DVD видання | Спеціальне DVD видання                                                         | Спеціальне DVD видання |
| #                      | Назва                                                                          | Тривалість             |
| ---------------------- | ------------------------------------------------------------------------------ | ---------------------- |
| 1.                     | «The Making of Shogun (Закулісний документальний фільм про створення альбому)» |                        |
| 2.                     | «Shogun: The Riffs (Навчальні відео для гітари та басу)»                       |                        |

| Пісні, написані для альбому, але перезаписані та видані у наступних альбомах | Пісні, написані для альбому, але перезаписані та видані у наступних альбомах | Пісні, написані для альбому, але перезаписані та видані у наступних альбомах |
| #                                                                            | Назва                                                                        | Тривалість                                                                   |
| ---------------------------------------------------------------------------- | ---------------------------------------------------------------------------- | ---------------------------------------------------------------------------- |
| 1.                                                                           | «Silence in the Snow» (видана у Silence in the Snow)                         |                                                                              |
| 2.                                                                           | «The Phalanx» (видана у In the Court of the Dragon)                          |                                                                              |

## Склад гурту
Trivium
- Метт Гіфі — вокал, гітари
- Корі Больє — гітари, екстрим-бек-вокал
- Паоло Ґреґолетто — бас-гітара, чистий бек-вокал
- Тревіс Сміт — ударні, перкусія

Додатковий персонал
- Нік Раскулінец — продюсер, інженерія
- Пол Фіґ — муз. інженер
- Бен Террі — муз. інженер
- Колін Річардсон — міксування (треки 1-11)
- Джеффрі Роуз — муз. інженер (треки 12-14), міксинг-інженер
- Мартін «Джиндж» Форд — міксинг-інженер
- Метт Віґґінс — асистент інженера
- Марк Льюїс — пре-продакшн міксування
- Тед Дженсен — мастеринг

## Чарти
| Чарти (2008)                                         | Найвища позиція |
| ---------------------------------------------------- | --------------- |
| Австралія Australian Albums (ARIA)                   | 4               |
| Австрія Austrian Albums (Ö3 Austria)                 | 30              |
| Бельгія Belgian Albums (Ultratop Flanders)           | 72              |
| Канада Canadian Albums (Billboard)                   | 19              |
| Нідерланди Dutch Albums (MegaCharts)                 | 48              |
| Фінляндія Finnish Albums (Suomen virallinen lista)   | 17              |
| Франція French Albums (SNEP)                         | 75              |
| Німеччина German Albums (Offizielle Top 100)         | 27              |
| Greek Albums Chart                                   | 39              |
| Hungarian Albums Chart                               | 26              |
| Ірландія Irish Albums (IRMA)                         | 30              |
| Італія Italian Albums (FIMI)                         | 55              |
| Japanese Oricon Albums Chart                         | 17              |
| Нова Зеландія New Zealand Albums (Recorded Music NZ) | 28              |
| Норвегія Norwegian Albums (VG-lista)                 | 34              |
| Шотландія Scottish Albums (OCC)                      | 18              |
| Швейцарія Swiss Albums (Schweizer Hitparade)         | 42              |
| Велика Британія UK Albums (OCC)                      | 17              |
| Велика Британія UK Rock & Metal Albums (OCC)         | 1               |
| США Billboard 200                                    | 23              |